# Il volo della martora
Il volo della martora è una raccolta di  ventisei racconti dello scrittore friulano Mauro Corona, alcuni dei quali già pubblicati in date diverse su Il Gazzettino di Pordenone.

## Descrizione
I racconti sono divisi in  quattro gruppi: Alberi, Animali, Gente e L'erto cammino. Tutti riportano ricordi d'infanzia dell'autore, che spesso ne è il protagonista.
Parenti, amici o semplici conoscenti vengono descritti a volte con sottile ironia, quando gli animali si fanno beffe dell'intelligenza umana,  a volte con cruda verità quando la miseria porta le persone a comportamenti poco edificanti. Emerge in ogni pagina il profondo rispetto per la montagna intesa nella sua integrità, dal sasso all'albero, dagli animali al povero montanaro costretto a vivere in un paese scomodo, misto al pentimento di chi ha ferito la natura a causa di un'educazione spartana ed insensibile.
Alcuni personaggi di questa raccolta, non persone reali ma frutto della fantasia di Corona, saranno riproposti e rielaborati in altre opere dell'autore.